# Козлівка (Баштанський район)
Козлі́вка — село в Україні, у Казанківській селищній громаді Баштанського району Миколаївської області. Населення становить 36 осіб.

## Населення

### Мова
Розподіл населення за рідною мовою за даними перепису 2001 року:
| Мова       | Відсоток |
| ---------- | -------- |
| українська | 91,67%   |
| російська  | 5,56%    |
| румунська  | 2,77%    |